# Tenodera caudafissilis
Tenodera caudafissilis är en bönsyrseart som beskrevs av Wang 1992. Tenodera caudafissilis ingår i släktet Tenodera och familjen Mantidae. Inga underarter finns listade i Catalogue of Life.